# 亞薩奇納亞河
亞薩奇納亞河（羅馬化：Yasachnaya）是俄羅斯遠東地區的河流，屬於科雷馬河的左支流，發源自馬加丹州，流經薩哈共和國，最後注入科雷馬河，河道全長490公里，流域面積35,900平方公里。
亞薩奇納亞河在每年10月開始結冰，直至翌年5月下旬至6月上旬，下游可讓船隻航行。

## 外部連結
- Nature.ykt（页面存档备份，存于）
- Photo of the Yasachnaya River